# Radatice
Radatice jsou obec na Slovensku v okrese Prešov. Vznikla sloučením bývalých obcí Meretice a Radačov. V obou těchto bývalých obcích stojí středověké kostely z období kolem roku 1300. Tři kilometry od obce je minerální pramen. Žije zde 784 obyvatel.

## Polohopis

### Části obce
- Meretice
- Radačov

### Vodní toky
Přes obec Radatice protéká řeka Svinka.

## Kultura a zajímavosti
Přes obec prochází červeně značená  turistická trasa cesta hrdinů SNP. Před obecním úřadem se nachází památník polským letcům Royal Air Force, kteří zahynuli při havárii čtyřmotorového bombardéru Handley Page Halifax 28. prosince 1944 v lokalitě Hájnikova louka nedaleko obce.
V roce 1980 byla v obci v souvislosti s plánovanou výstavbou vodní nádrže Obišovce vydána stavební uzávěra. Tato uzávěra však byla v roce 1994 odvolána.

## Fotografie

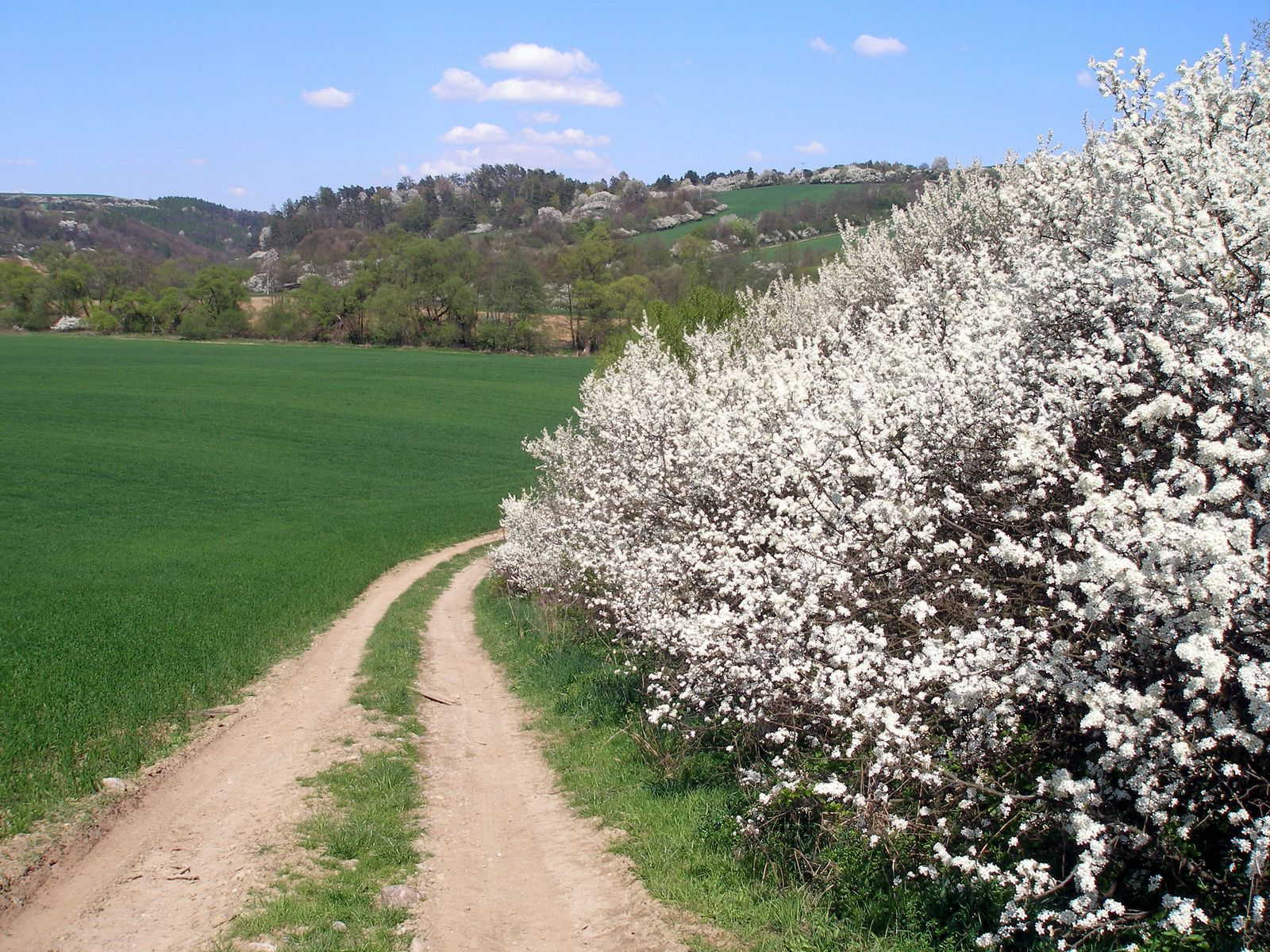
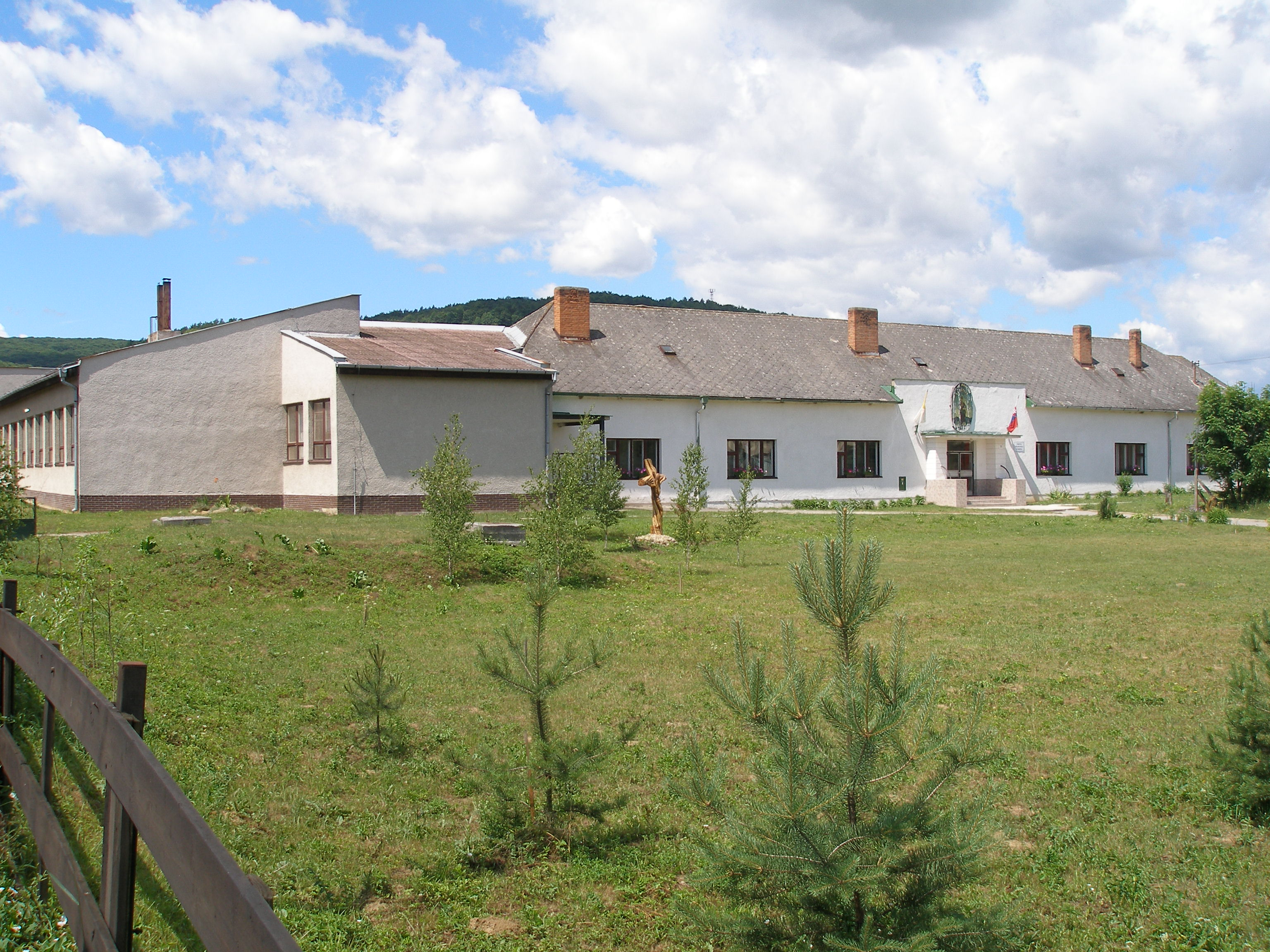
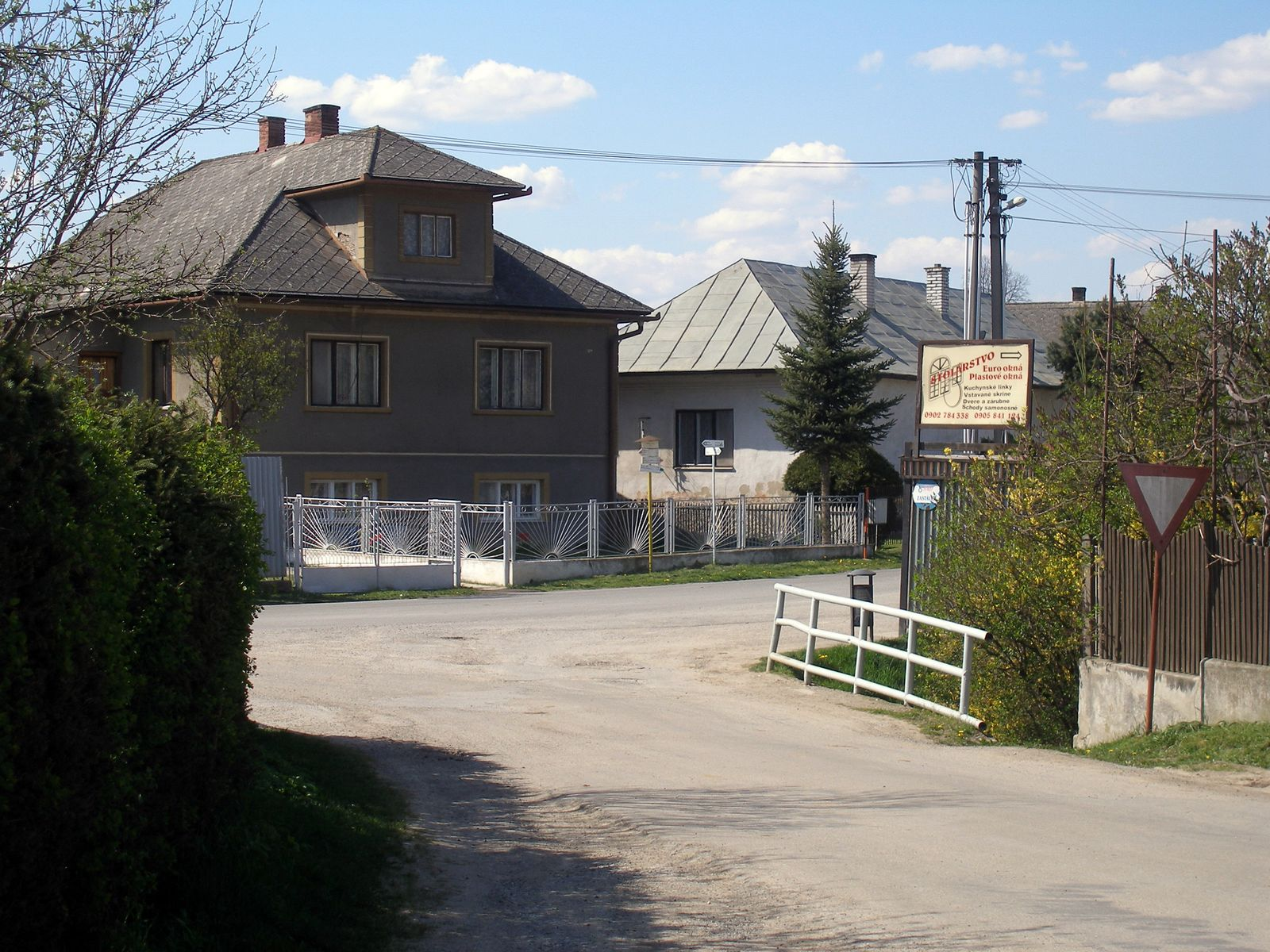